# Cissus biformifolia
Cissus biformifolia är en vinväxtart som beskrevs av Paul Carpenter Standley. Cissus biformifolia ingår i släktet Cissus och familjen vinväxter. Inga underarter finns listade i Catalogue of Life.